# Rötz
Rötz är en stad i Landkreis Cham i Regierungsbezirk Oberpfalz i förbundslandet Bayern i Tyskland.